# Namiar

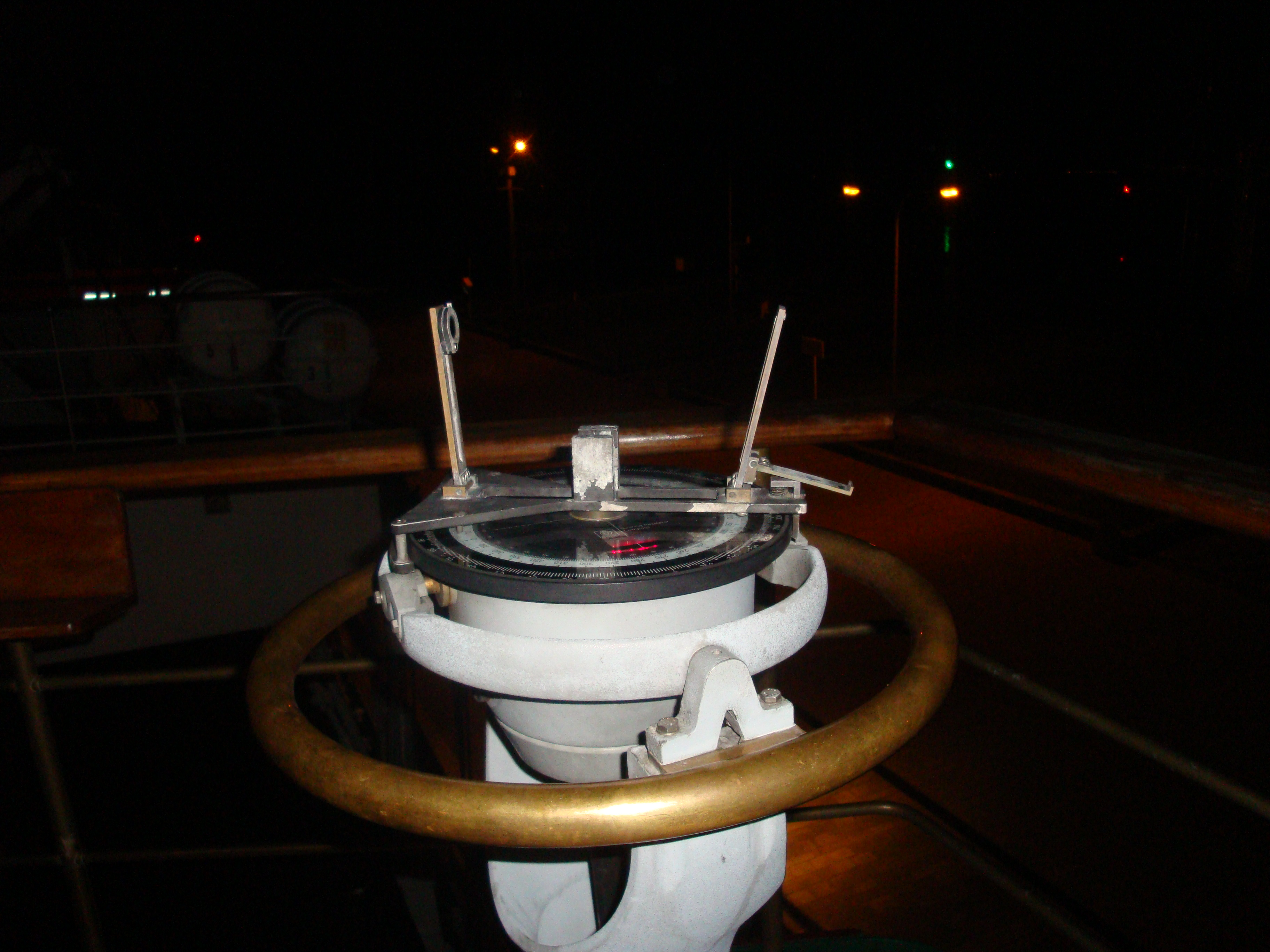
Namiernik na repetytorze żyrokompasu na Darze Młodzieży

Namiar, peleng – w nawigacji jest to pojęcie oznaczające wartość kąta pomiędzy kierunkiem odniesienia a kierunkiem, w którym obserwowany jest obiekt namierzany. Kierunkiem odniesienia jest najczęściej kierunek północny lub diametralna (oś) jednostki (statku, samolotu), na której znajduje się obserwator. Wierzchołek kąta stanowi oko obserwatora. Namiaru dokonuje się w celu określenia pozycji, kursu oraz prędkości jednostki.
Wyróżnia się:
- namiar rzeczywisty – gdzie punktem odniesienia jest północny biegun geograficzny
- namiar magnetyczny – gdzie punktem odniesienia jest północny biegun magnetyczny
- namiar kompasowy – gdzie punktem odniesienia jest kierunek północny pokazywany przez kompas lub busolę (a może on odbiegać od namiaru magnetycznego z powodu deklinacji magnetycznej)
- namiar burtowy (kąt kursowy) – gdzie punktem odniesienia jest dziobowa część diametralnej
- namiar radiowy – kąt między kierunkiem na północny biegun geograficzny, a ortodromą łączącą pozycje z nadajnikiem radiolatarni.

Namiary, w których punktem odniesienia jest kierunek północny, podaje się w zakresie 0-360° licząc w prawo od punktu odniesienia. Namiar burtowy podaje się w dwóch zakresach 0-180° – prawym, zwanym też dodatnim, oraz lewym, zwanym też ujemnym, gdzie 0° wypada również na linii odniesienia.